# Plan Chac
Plan Chac är en ort i Mexiko.   Den ligger i kommunen Sacalum och delstaten Yucatán, i den östra delen av landet, 1 000 km öster om huvudstaden Mexico City. Plan Chac ligger 26 meter över havet och antalet invånare är 294.
Terrängen runt Plan Chac är platt. Runt Plan Chac är det ganska glesbefolkat, med 31 invånare per kvadratkilometer. Närmaste större samhälle är Ticul, 11,1 km sydost om Plan Chac. I omgivningarna runt Plan Chac växer i huvudsak lövfällande lövskog.